# 空色動画
『空色動画』（そらいろどうが）は、片山ユキヲによる日本の学園漫画。『月刊少年シリウス』（講談社）にて2007年10月号から2009年4月号まで連載された。単行本は講談社から全3巻。
私立稲妻女子高等学校に通う女子高校生、ジョンとノンタとヤスキチの3人によるアニメーション製作を題材とした作品。単行本のおまけには、登場人物の一人・ヤスキチによるアニメーション製作の解説が載っている。

## 登場人物
ジョン（あだ名）
高校1年生。アメリカからの帰国子女の少女。幼い頃は日本に在住していたが、途中から父親と共にアメリカに渡り、近年帰国した。今は祖父母と共に大きな屋敷に暮らしている。子供の頃は大人しい性格だったが、アメリカに渡って変わり始め、今では竹を割ったような明るく人懐っこい性格。言葉に時折英語が混じる。絵は壊滅的に下手。ヤスキチのパラパラ漫画を見て、アニメーション製作に興味を持ち、皆でアニメーション製作に取り掛かることを決意する。
ノンタ（あだ名）
高校1年生。軽音部に所属しており、ベーシストをしている少女。ガラが悪く、言葉遣いは悪いが根は真面目。一人称は「オレ」。見かけによらず絵が上手い。両親とは死別しており、叔母のもとで暮らしている。バイトをしており、稼いだ金を家計費として叔母に渡している。叔母やシーさんからは「ノンちゃん」と呼ばれている。食にはこだわりがある。
安木千代子（やすき ちよこ）
高校1年生。あだ名は「ヤスキチ」（ノンタにより命名）。絵を描くのが好きな少女で、放課後も一人残って絵を描き続けている。人と接するのが苦手で、どもり屋な性格。特技は現実逃避。その性格ゆえ今まで友人がおらず、一人寂しく絵を描き続けていたが、ジョン達と親しくなる事で変わりはじめる。パラパラ漫画が得意。アニメーション製作に詳しい。
ハルカちゃん
ジョン達のクラス担任。時々優しくて時々厳しい。
マスター
ジョン達のたまり場であるカフェ「ハーティガン」の経営者。
シーさん
ジョン達の集まるカフェ「ハーティガン」のウェートレス。サングラスをかけた、大人びた雰囲気を持つ女性。PCが得意。
レト
芸術至上主義グループ狩生派のリーダー。孤高のアーティスト。
トム
ジョンのアメリカ時代の幼馴染み。
理事
NPO団体「アーティストフューチャー」の理事。
セージ
フウちゃんと共に1Aの主戦力。動き作りが上手い。
フウちゃん
セージと共に1Aの主戦力。実作業の全般をこなす。
アキラ
スタジオ1Aのメンバーの一人。単純なモブなどの動きを担当。上手くないけど一生懸命。

## 単行本
1. 2008年4月23日発売[1] ISBN 978-4-06-373113-2
2. 2008年9月22日発売[1] ISBN 978-4-06-373136-1
3. 2009年4月23日発売[1] ISBN 978-4-06-373170-5